# Lake City (Texas)
Lake City é uma cidade  localizada no estado norte-americano do Texas, no Condado de San Patricio.

## Demografia
Segundo o censo norte-americano de 2000, a sua população era de 526 habitantes.
Em 2006, foi estimada uma população de 526, um aumento de 0 (0.0%).

## Geografia
De acordo com o United States Census Bureau tem uma área de
1,8 km², dos quais 1,7 km² cobertos por terra e 0,1 km² cobertos por água.

## Localidades na vizinhança
O diagrama seguinte representa as localidades num raio de 8 km ao redor de Lake City.